# Hannberg (Heßdorf)
Hannberg ist ein Gemeindeteil der Gemeinde Heßdorf im Landkreis Erlangen-Höchstadt (Mittelfranken, Bayern). Die Gemarkung Hannberg hat eine Fläche von 9,480 km². Sie ist in 1957 Flurstücke aufgeteilt, die eine durchschnittliche Flurstücksfläche von 4844,33 m² haben. In ihr liegen neben dem namensgebenden Ort die Gemeindeteile Dannberg, Klebheim, Niederlindach und Röhrach.

## Geografie
Das Pfarrdorf liegt im Seebachgrund, einer von Hügeln und Weihern geprägten Gegend, etwa zehn Kilometer von Erlangen und Herzogenaurach entfernt. Im Osten grenzt das Käferhölzlein an. Ansonsten ist der Ort unmittelbar von Acker- und Grünland umgeben. Im Westen wird die Flur Espach genannt, im Norden Klingen.
Die Staatsstraße 2240 verläuft nach Heßdorf (1,2 km südöstlich) bzw. nach Niederlindach (1,2 km nordwestlich). Die Kreisstraße ERH 26 verläuft nach Großenseebach (1,5 km südwestlich) bzw. über Röhrach zur Staatsstraße 2259 (1,8 km nordöstlich).
Durch den Ort verläuft der Fränkische Marienweg.

## Geschichte
Aus dem Jahr 1065 stammt die erstmalige urkundliche Erwähnung von Hannberg unter dem Namen „Hagenenberc“ (ein von Dornen umfriedeter Berg) anlässlich einer Schenkung des Bischofs Gunther von Bamberg an sein Domkapitel. Vermutlich existierte der Ort schon früher, da „sechs Höfe“ in Hannberg in einem auf ca. 1040 datiertes Besitzverzeichnis des Benediktinerinnenkloster Kitzingen erwähnt sind. Im Ersten Markgrafenkrieg 1449/50 wurden Hannberg und der gesamte Seebachgrund weitgehend verwüstet. 1461 wurde während der Frühmesse des Patriziers Johann Igelthaler das Patronatsrecht auf die Stadt Nürnberg übertragen. In der Folge wurde zwischen 1461 und 1486 die Wehranlage erbaut.
Hannberg war ab 1500 als Wallfahrtsort von Pilgern stark frequentiert, beschrieben 1653 in ausführlichen Berichten des Jesuitenpaters Gammas. Grund dafür war eine Pietà mit verschränkten Händen, verehrt als Hannberger Gnadenbild. Ab 1543 wurde der Ort zeitweise von protestantischen Pfarrern geführt und 1575 zur katholischen Pfarrei erhoben. Im Dreißigjährigen Krieg (1618–48) war Hannberg zunächst nicht verwickelt. Jedoch kam es im Jahr 1632 zu Plünderungen des Ortes und der Wehrkirche, bei denen der damalige Pfarrer entführt und nur gegen Lösegeld wieder freigelassen wurde.
Gegen Ende des 18. Jahrhunderts gab es in Hannberg 8 Anwesen. Das Hochgericht übte das bambergische Centamt Herzogenaurach aus. Die Dorf- und Gemeindeherrschaft hatte die Oblei Hannberg des bambergischen Domkapitels. Grundherr aller Anwesen war das Domkapitel Bamberg (Oblei Hannberg: 1 Hof, 1 Halbhof, 1 Gut, 1 Schenkstätte; Fragment Hannberg: 2 Höfe, 1 Schmiede, 1 Wirtshaus).
1810 kam Hannberg an das Königreich Bayern. Im Rahmen des Gemeindeedikts wurde 1811 der Steuerdistrikt Hannberg gebildet, zu dem Dannberg, Großdechsendorf, Großenseebach, Heßdorf, Klebheim, Kleindechsendorf, Neuenbürg, Niederlindach, Röhrach und Untermembach gehörten. Mit dem Zweiten Gemeindeedikt (1818) entstanden folgenden Ruralgemeinden:
- Großdechsendorf mit Kleindechsendorf,
- Großenseebach,
- Hannberg mit Dannberg, Klebheim, Niederlindach und Röhrach,
- Heßdorf mit Untermembach,
- Neuenbürg an die Ruralgemeinde Reinersdorf.[9]

Die Gemeinde Hannberg war in Verwaltung und Gerichtsbarkeit dem Landgericht Herzogenaurach zugeordnet und in der Finanzverwaltung dem Rentamt Erlangen. Am 1. Oktober 1847 wurde die Finanzverwaltung vom Rentamt Herzogenaurach übernommen. Ab 1862 gehörte Hannberg zum Bezirksamt Höchstadt an der Aisch (1939 in Landkreis Höchstadt an der Aisch umbenannt) und weiterhin zum Rentamt Herzogenaurach (1919 in Finanzamt Herzogenaurach umbenannt, seit 1929: Finanzamt Erlangen). Die Gerichtsbarkeit blieb beim Landgericht Herzogenaurach (1879 in das Amtsgericht Herzogenaurach umgewandelt), seit 1959 ist das Amtsgericht Erlangen zuständig. Die Gemeinde hatte eine Gebietsfläche von 9,450 km².
Im Zuge der Gebietsreform in Bayern wurde Hannberg mit allen Gemeindeteilen am 1. Juli 1972 in die Gemeinde Heßdorf eingegliedert.

### Sehenswürdigkeiten

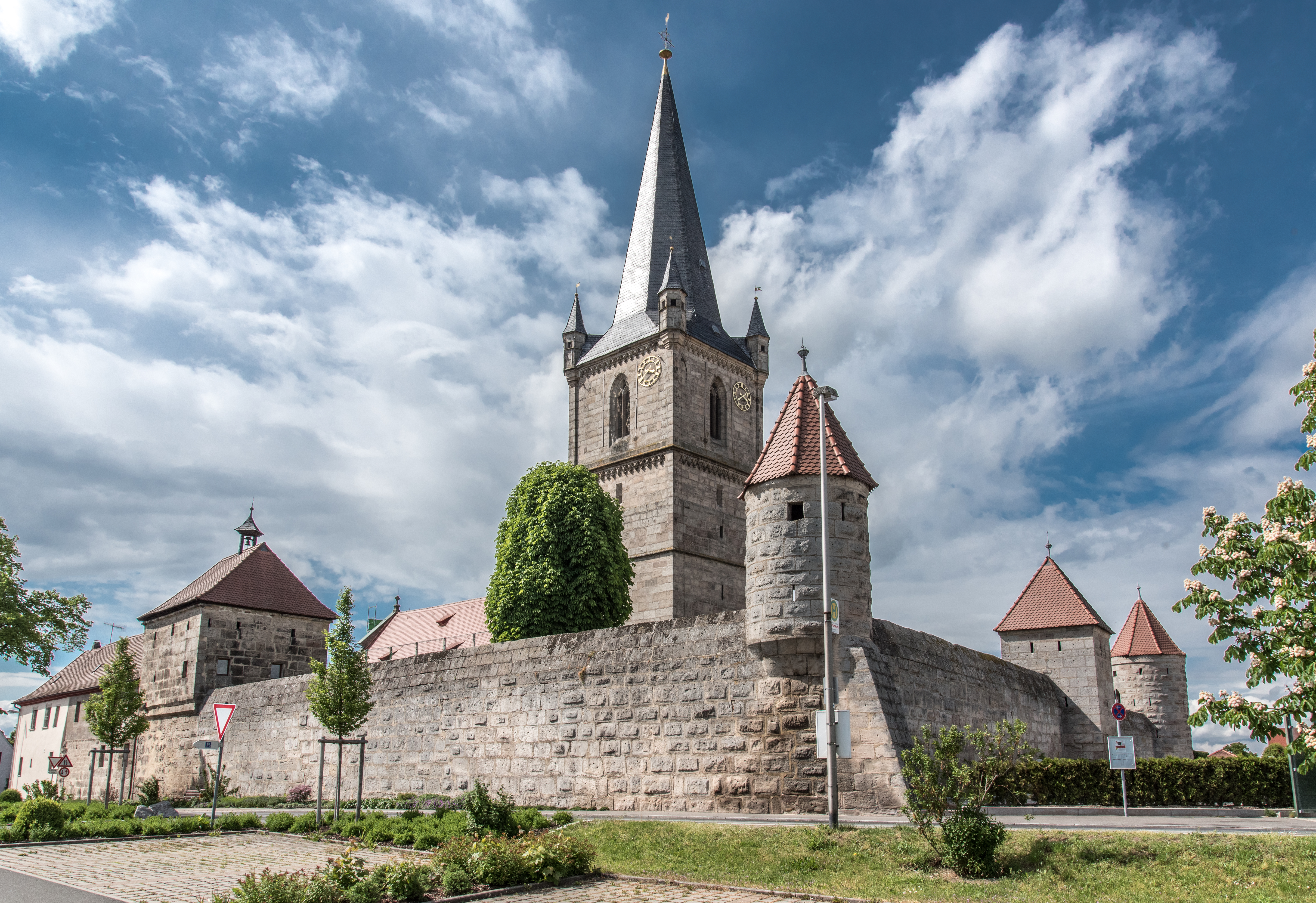
Wehrkirche Hannberg

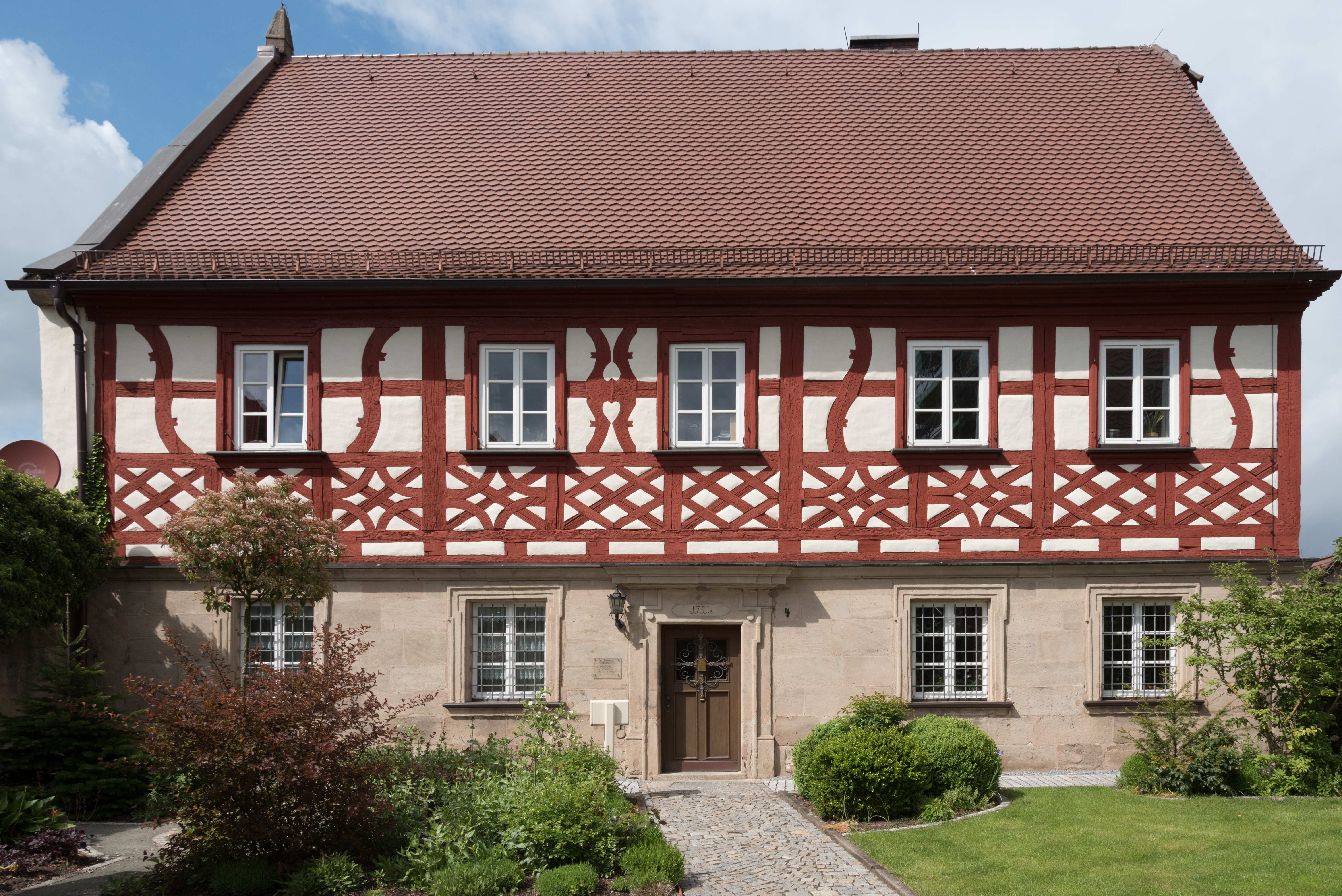
Pfarrhaus
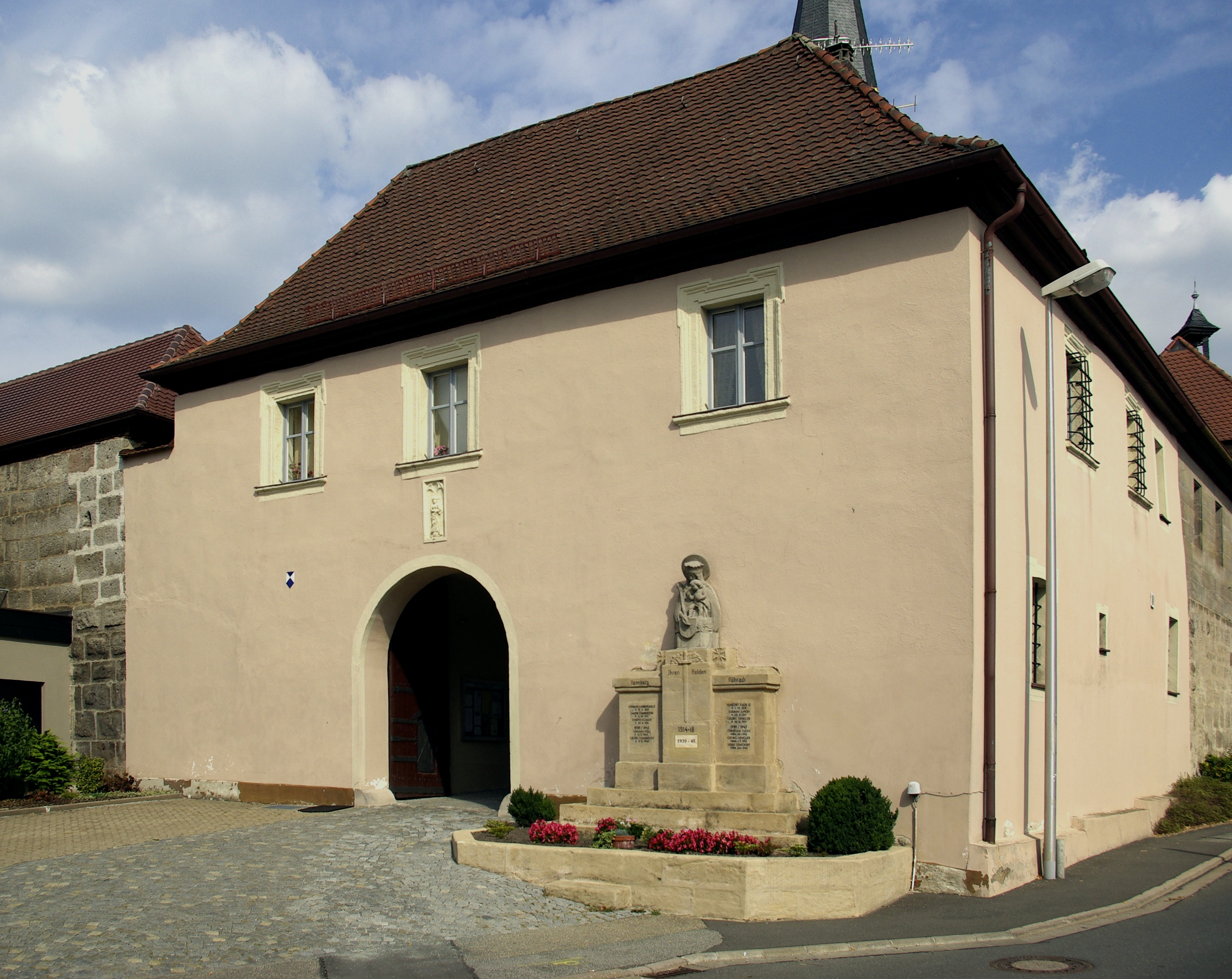
Kirchenburg
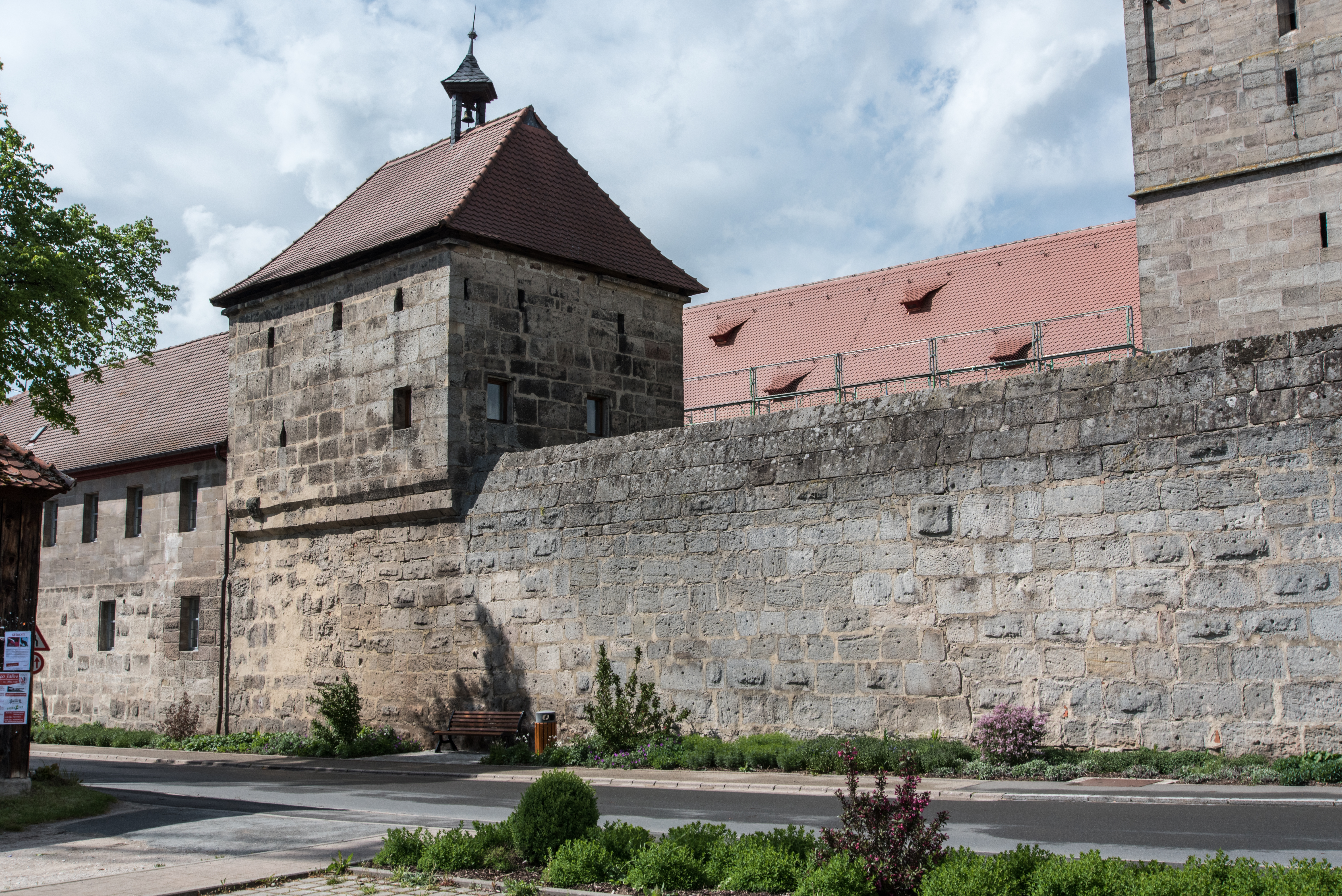
Ölbergkapelle
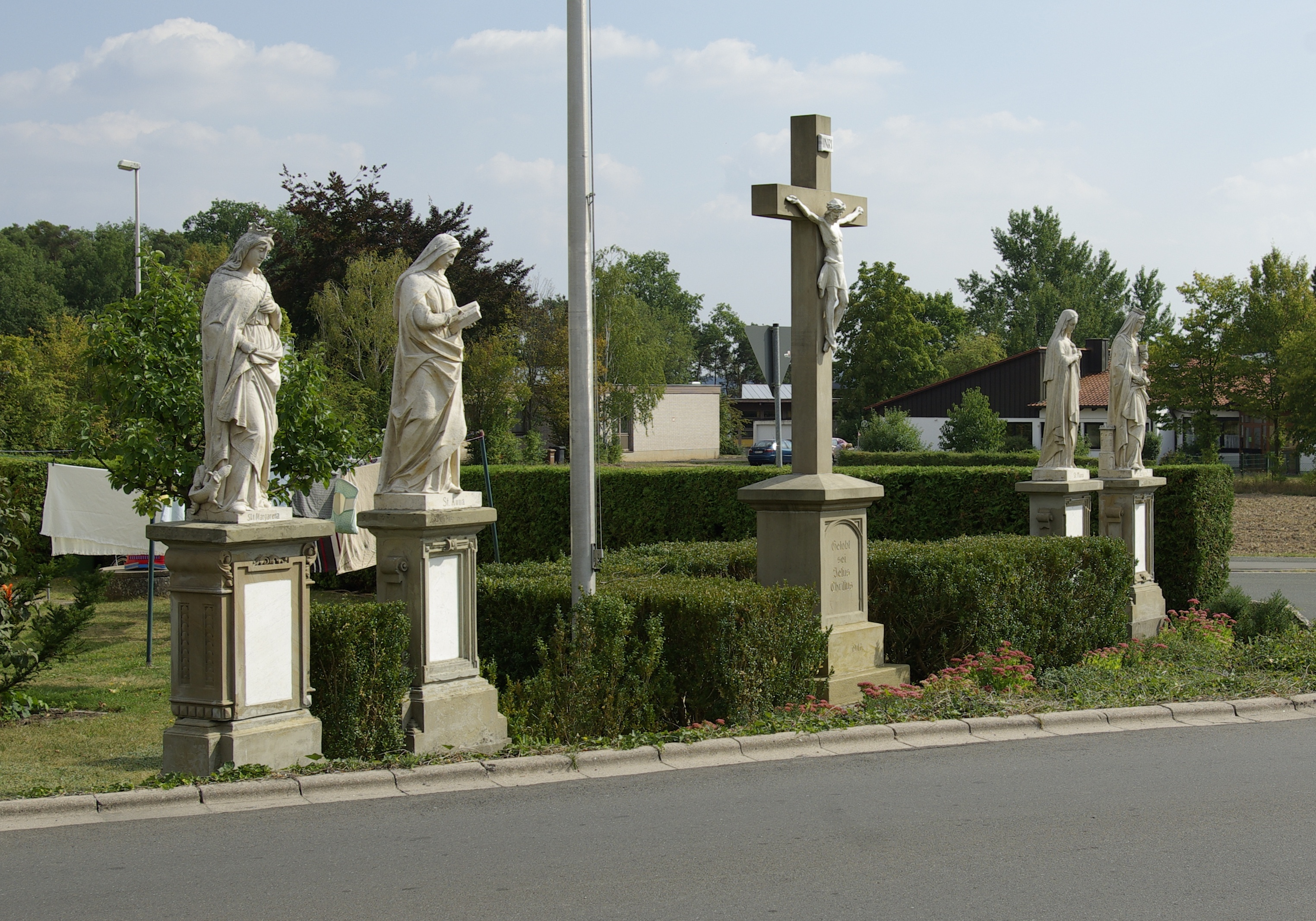
Figurengruppe

#### Wehrkirche Hannberg
Die Kirche Geburt Mariens ist eine Wehrkirche und besitzt einen 50 Meter hohen Kirchturm mit vier „Schwarwachttürmchen“ und einem 22 Meter hohen Walmdach. Die gesamte Wehranlage aus dem Jahr 1486 ist weitgehend in ihrer ursprünglichen Form erhalten und hat eine geschlossene Ringmauer mit den Ausmaßen von 73,50 × 56,20 Metern. Besonderes Kennzeichen sind die vier integrierten Verteidigungstürme mit Schießscharten nach außen und nach innen. Die Kirche besitzt spätgotische Steinaltäre und Skulpturen der heiligen Jungfrauen Katharina und Margareta (1475) und Barbara (1485) sowie die zentrale Figur der Muttergottes mit dem Jesuskind (1485). Darüber hinaus sind mehrere Skulpturen aus dem Barock aus der Zeit um 1720 vorhanden.

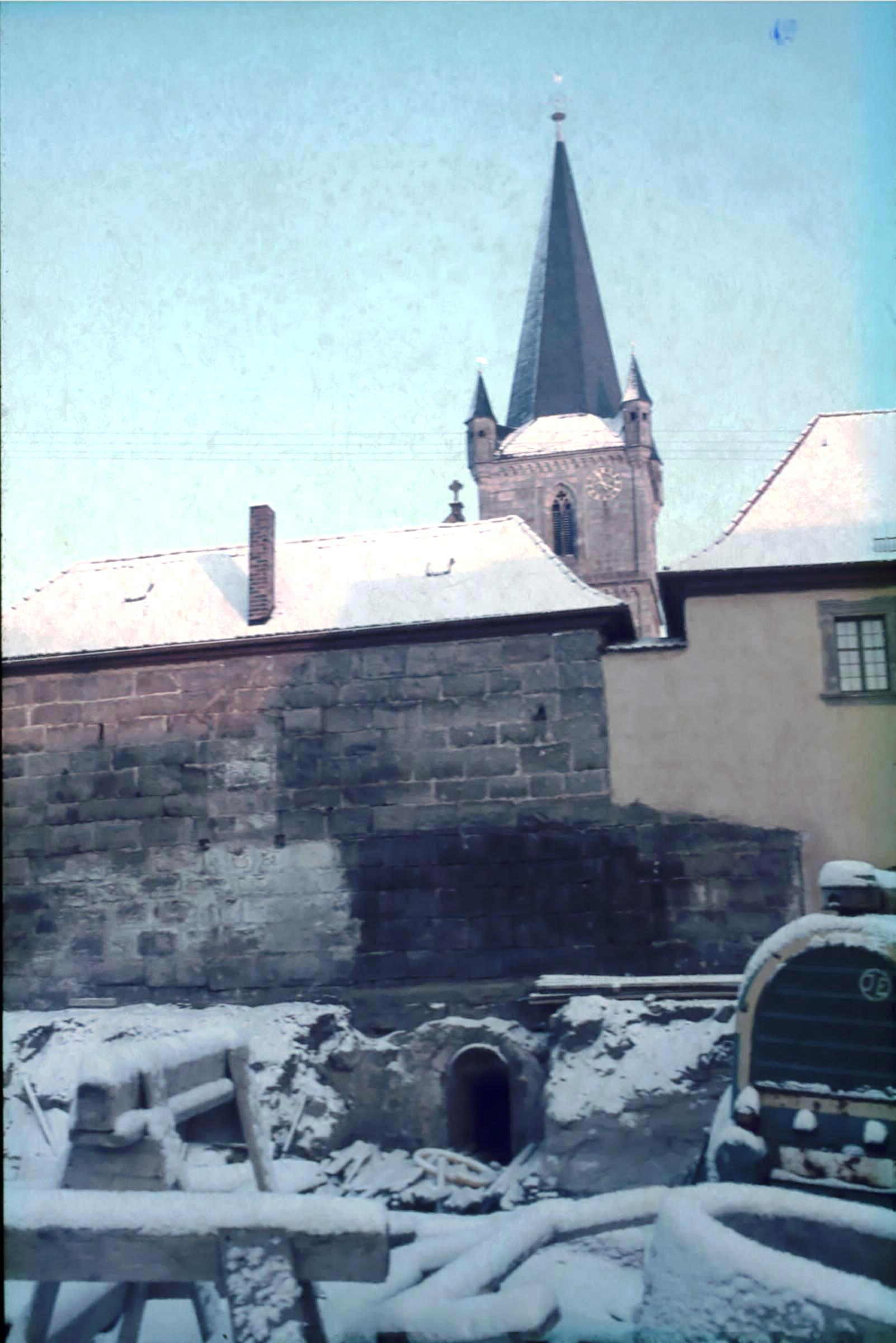
Unterirdische Gänge 1960

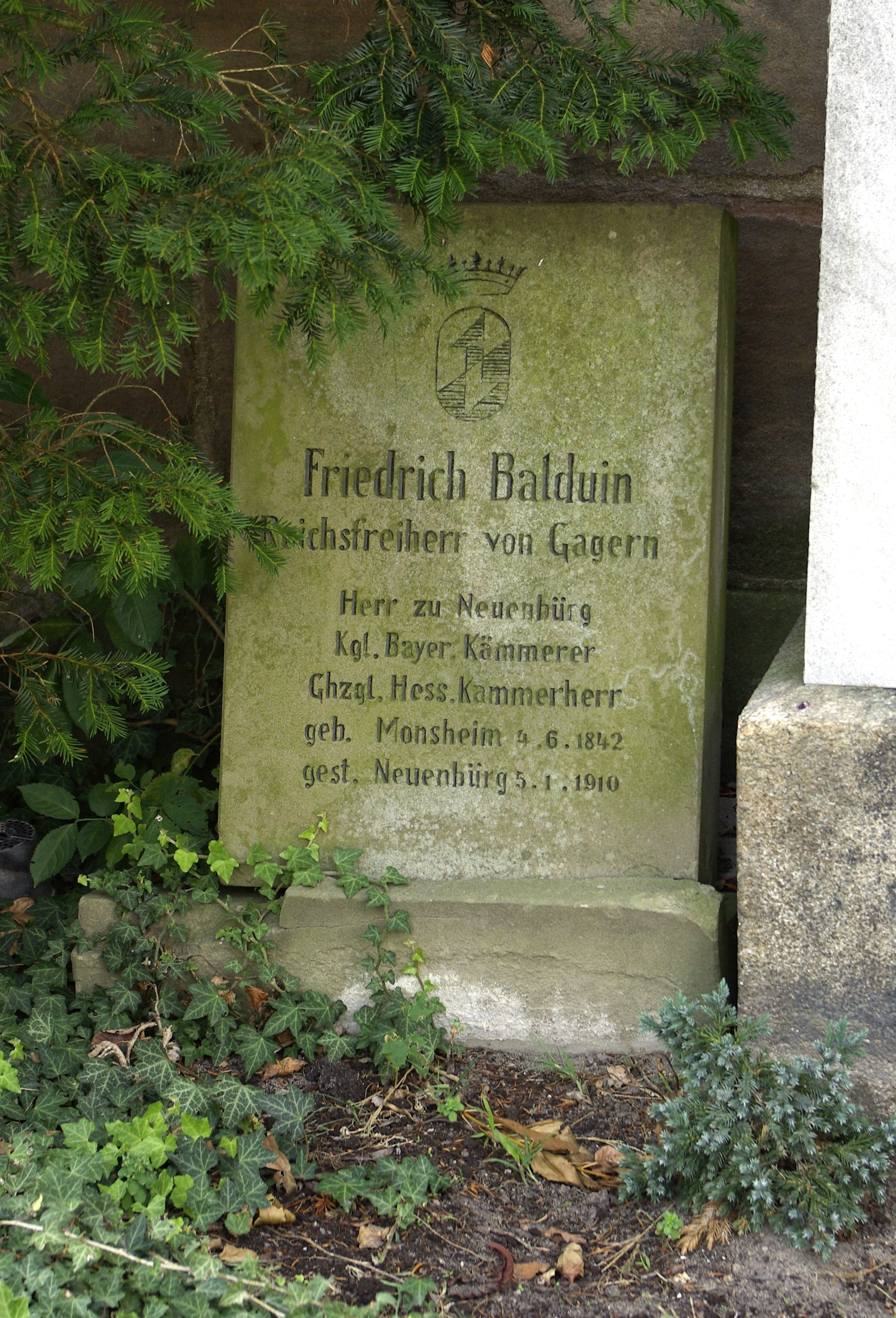
von Gagern-Gräber

#### Von Gagern-Gräber
Im Innenhof der Wehrkirche befinden sich die Gräber der Familie von Gagern, Nachkommen des Heinrich von Gagern, der am 19. Mai 1848 zum Präsidenten der deutschen Nationalversammlung in der Frankfurter Paulskirche gewählt wurde. Eine Gedenktafel erinnert an Ernst Freiherr von Gagern, der Nachfolger des Kommandanten der Emden in der Seeschlacht am Skagerrak war.

#### Unterirdische Gänge
Unterirdische Gänge aus der Wehrkirche Hannberg wurden bei Straßenarbeiten im Jahr 1960 entdeckt. Der freigelegte Tunnel zu der Wehrkirche ist durch Neubauten nicht mehr sichtbar. Im historischen Verteidigungsfall konnte sich die eingeschlossene Bevölkerung durch den Tunnel außerhalb des Ortes flüchten. Die Gänge sind noch nicht allgemein zugänglich.

#### Flurdenkmäler
In Hannberg befinden sich zwei historisch relevante Bildstöcke, eine Steinmarter am Kirchenplatz von 1575 und ein spätgotischer Bildstock an der Röhrracher Straße von 1480. Darüber hinaus gibt es am Ausgang von Hannberg Richtung Heßdorf ein Steinkreuz, das Pflugreutmarterl, entstanden zu Beginn des 16. Jahrhunderts.

#### Hannberger Keller
Zu Beginn des 20. Jahrhunderts wurden bis zu 100 Meter tiefe Keller in die Sandsteinhügel von Hannberg gehauen. Sie dienten in der Regel zur Kühlung von Bier. Sie sind noch in der Röhrracher Straße zu finden.

### Einwohnerentwicklung
Gemeinde Hannberg
| Jahr      | 1818   | 1840   | 1852   | 1855   | 1861   | 1867   | 1871   | 1875   | 1880   | 1885   | 1890   | 1895   | 1900   | 1905   | 1910   | 1919   | 1925   | 1933   | 1939   | 1946   | 1950   | 1952   | 1961   | 1970   |
| Einwohner | 298    | 385    | 357    | 355    | 361    | 360    | 368    | 352    | 385    | 407    | 386    | 394    | 383    | 411    | 422    | 437    | 426    | 432    | 414    | 596    | 628    | 612    | 543    | 629    |
| Häuser    | 51     |        |        |        |        |        | 66     |        |        | 74     | 75     |        | 74     |        |        |        | 74     |        |        |        | 83     |        | 92     |        |
| Quelle    | [ 16 ] | [ 17 ] | [ 17 ] | [ 17 ] | [ 18 ] | [ 19 ] | [ 20 ] | [ 21 ] | [ 22 ] | [ 23 ] | [ 24 ] | [ 17 ] | [ 25 ] | [ 17 ] | [ 26 ] | [ 17 ] | [ 27 ] | [ 17 ] | [ 17 ] | [ 17 ] | [ 28 ] | [ 17 ] | [ 11 ] | [ 29 ] |

Ort Hannberg
| Jahr      | 001818 | 001861 | 001871 | 001885 | 001900 | 001925 | 001950 | 001961 | 001970 | 001987 | 002013 | 002023 |
| Einwohner | 79     | 88     | 90     | 87     | 92     | 87     | 187    | 154    | 208    | 379    | 420    | 388    |
| Häuser    | 12     |        |        | 18     | 19     | 18     | 20     | 25     |        | 80     |        |        |
| Quelle    | [ 16 ] | [ 18 ] | [ 20 ] | [ 23 ] | [ 25 ] | [ 27 ] | [ 28 ] | [ 11 ] | [ 29 ] | [ 30 ] |        | [ 1 ]  |

## Religion
Der Ort ist Sitz der seit 1574 bestehenden Pfarrei Geburt Mariens (Hannberg). Die Einwohner evangelisch-lutherischer Konfession sind nach St. Kilian (Kairlindach) gepfarrt.

## Kultur
Kulturelle Veranstaltungen und Feste in Hannberg mit Bedeutung für den gesamten Landkreis Erlangen-Höchstadt sind:
- Ballonmeeting

ist eine jährlich in der Regel Ende Juni vom Stammtisch der Nimmermüden organisierte Veranstaltung. Sie wird mit einem Johannisfeuer gefeiert, an dem über tausend Besucher teilnehmen.
- Fasching der Stammtische

Die Mehrzweckhalle Seebachgrund ist jährlich Veranstaltungsort der größten Faschingsveranstaltung im Landkreis Erlangen-Höchstadt. Sie wird von den Stammtischen der Ortschaften Hannberg, Heßdorf und Niederlindach organisiert.
- Open Air in Hannberg

ist eine jährlich stattfindende Veranstaltung, organisiert vom Jugendteam der katholischen Kirche Hannberg
- Hannberger Kirchweih

am zweiten Wochenende im September

## Infrastruktur

### Schule und Bildung

#### Grundschule

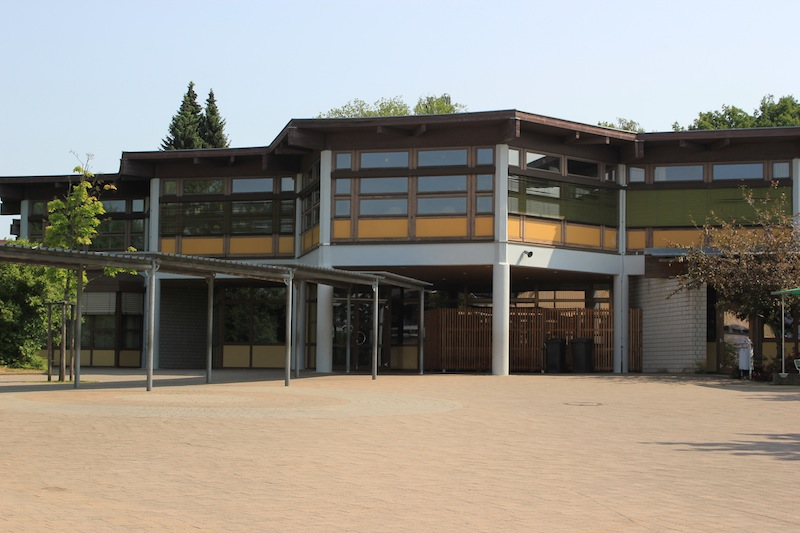
Grundschule 1963

Im Jahr 1656 wurde die erste Schule in Hannberg in den Räumlichkeiten der Wehrkirche eingerichtet, die bis ins Jahr 1963 für den Schulunterricht verwendet wurden. Ab 1879 wurde ein weiteres Schulgebäude im Nordwesten des Ortes gebaut und bis zum Jahr 1963 verwendet. Im Jahr 1963 wurde ein neues Gebäude für die Volksschule gebaut und im Jahr 1978 erweitert. Gegenwärtig wird es als Grundschule mit vier Klassen und ca. 90 Kindern verwendet. Eine Sanierung ist ab 2014 geplant.

#### Kindergarten St. Marien
Im Jahr 1977 wurde der Kindergarten St. Marien gebaut. Träger ist die katholische Kirche Geburt Mariens in Hannberg. Aktuell werden 92 Kinder in vier Gruppen im Alter von zwei bis sechs Jahren betreut.